# Sabine Gretner

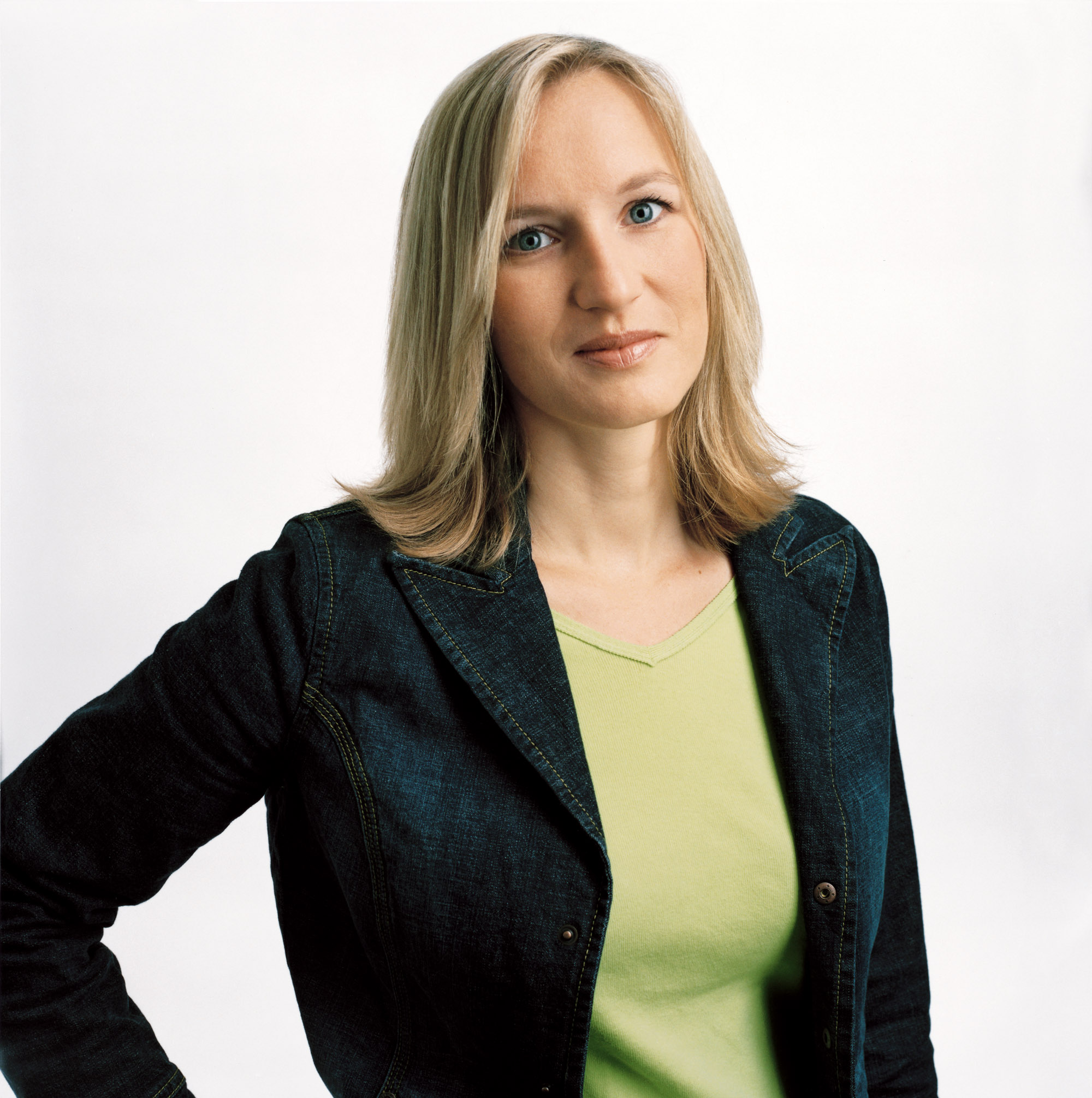
Sabine Gretner

Sabine Gretner (* 18. März 1972 in Wien) ist eine österreichische Politikerin (Grüne) und war von 2005 bis 2011 Abgeordnete zum Wiener Landtag und Gemeinderat.

## Schulische und berufliche Laufbahn
Sabine Gretner studierte an der Technischen Universität Wien Architektur und absolvierte ein Erasmus-Auslandsstudium für Landschaftsplanung in Angers (Frankreich). Sie war für verschiedene Architekturbüros in Österreich und Frankreich tätig und zwischen 2000 und 2005 Fachreferentin für Stadtentwicklung, Architektur und Bauen im Grünen Klub im Wiener Rathaus. Im Rahmen eines Lehrauftrags an der TU Wien war sie seit 2005 am Institut für Städtebau, Landschaftsarchitektur und Entwerfen tätig. Von 2005 bis 2011 war sie auch Gemeinderätin und Landtagsabgeordnete der Grünen in der Gemeinde Wiens. Ab 2012 war sie als Bereichsleiterin der Caritas Gemeinwesenarbeit tätig, seit 2019 ist sie Geschäftsführerin von Superar, einem gemeinnützigen Verein der Kinder und Jugendliche durch kostenfreie Musik- und Tanzkurse unterstützt.

## Politische Laufbahn
Im Rahmen ihrer beruflichen Tätigkeit war Gretner fünf Jahre als Fachreferentin beim Grünen Rathausklub tätig. Sie war Bundeskongressdelegierte der Wiener Grünen und zwischen 18. November 2005 und 21. Oktober 2011 Abgeordnete zum Wiener Landtag und Gemeinderat. Ihre politischen Schwerpunkte lagen im Bereich Stadtplanung und Bauordnung.
Am 17. Oktober 2011 erklärte Gretner ihren Rückzug aus der Politik, vier Tage später trat sie als Abgeordnete zurück.